# Nimfi
Nimfi (en llatí Nymphius) fou un grec de la Magna Grècia, dirigent de la ciutat de Paleòpolis, i enemic dels romans.
Juntament amb Carilau de Paleòpolis va trair al procònsol romà Quint Publi Filó, durant la segona guerra samnita, fet que va tenir lloc el 323 aC. La guarnició romana va ser expulsada a continuació de la ciutat segons Titus Livi.